# Shanghai Masters 2012
Lo Shanghai Masters 2012 è stato un torneo di tennis che si è giocato sul cemento. È stata la 4ª edizione dello Shanghai Masters, che fa parte della categoria ATP World Tour Masters 1000 nell'ambito dell'ATP World Tour 2012. Il torneo si è giocato al Qizhong Forest Sports City Arena di Shanghai, in Cina, dal 6 al 14 ottobre 2012.

## Partecipanti

### Teste di serie
| Nazionalità | Giocatore             | Ranking | Testa di serie* |
| ----------- | --------------------- | ------- | --------------- |
| Svizzera    | Roger Federer         | 1       | 1               |
| Serbia      | Novak Đoković         | 2       | 2               |
| Regno Unito | Andy Murray           | 3       | 3               |
| Rep. Ceca   | Tomáš Berdych         | 6       | 4               |
| Francia     | Jo-Wilfried Tsonga    | 7       | 5               |
| Serbia      | Janko Tipsarević      | 9       | 6               |
| Argentina   | Juan Mónaco           | 10      | 7               |
| Stati Uniti | John Isner            | 11      | 8               |
| Spagna      | Nicolás Almagro       | 12      | 9               |
| Croazia     | Marin Čilić           | 13      | 10              |
| Francia     | Richard Gasquet       | 14      | 11              |
| Canada      | Milos Raonic          | 15      | 12              |
| Svizzera    | Stan Wawrinka         | 16      | 13              |
| Giappone    | Kei Nishikori         | 17      | 14              |
| Francia     | Gilles Simon          | 18      | 15              |
| Germania    | Philipp Kohlschreiber | 19      | 16              |

* Le teste di serie sono basate sul ranking al 1º ottobre 2012.

### Altri partecipanti
I seguenti giocatori hanno ricevuto una wildcard per il tabellone principale:
- Lleyton Hewitt
- Li Zhe
- Wu Di
- Zhang Ze

I seguenti giocatori sono passati dalle qualificazioni:

- Marinko Matosevic
- Philipp Petzschner
- Brian Baker
- Alex Bogomolov Jr.
- Lu Yen-hsun
- Michael Berrer
- Łukasz Kubot

## Campioni

### Singolare
Novak Đoković ha sconfitto in finale  Andy Murray per 5-7, 7–6(11), 6-3.
- È il trentatreesimo titolo in carriera, quinto dell'anno.

### Doppio
Leander Paes /  Radek Štěpánek hanno sconfitto in finale  Mahesh Bhupathi /  Rohan Bopanna per 6(7)–7, 6-3, [10-5].